# 岩舟町静戸
岩舟町静戸（いわふねまちしずこ）は、栃木県栃木市の大字。郵便番号は329-4305。
　

## 地理
栃木市岩舟地域の東部、静和地区の東部に位置する。
南部を国道50号（岩舟小山バイパス）、北部を栃木県道36号岩舟小山線（旧・国道50号）が東西に、地区を縦断するように栃木県道160号和泉間々田線がそれぞれ通過する。主に北部の栃木県道36号岩舟小山線沿いに住宅地が集中する。南部の国道50号静戸中央交差点周辺にはいすゞ自動車の関連工場などが立地し、工業地域となっている。かつてはいすゞ自動車栃木工場の大規模社宅が複数棟あったが、いずれも近年閉鎖され人口の流出が顕著である。
隣接する地区
- 東 - 大平町西水代、大平町伯仲
- 西 - 岩舟町静和、岩舟町曲ケ島
- 南 - 藤岡町富吉
- 北 - 大平町新

河川
- 静戸川

## 歴史
沿革
- 1889年（明治22年）4月1日 - 町村制施行により、栃木県下都賀郡静戸村が同郡和泉村、三和村、五十畑村、曲ヶ島村と合併し静和村が成立、静和村大字静戸となる。
- 1956年（昭和31年）9月30日 - 静和村が岩舟村（旧）、小野寺村と合併し岩舟村（新）が成立、岩舟村大字静戸となる。
- 1962年（昭和37年）4月1日 - 岩舟村が町制施行し岩舟町が成立、岩舟町大字静戸となる。
- 2014年（平成26年）4月5日 - 栃木市が岩舟町を編入し、栃木市岩舟町静戸となる。

## 世帯数と人口
2017年（平成29年）8月31日現在の世帯数と人口は以下の通りである。
| 大字       | 世帯数  | 人口  |
| ---------- | ------- | ----- |
| 岩舟町静戸 | 436世帯 | 918人 |

### 人口の変遷
総数 [戸数または世帯数：  、人口：  ]
| 1891年（明治24年） | 98戸 619人      |
| 1982年（昭和57年） | 331世帯 1,091人 |
| 2005年（平成17年） | 517世帯 1,291人 |
| 2011年（平成23年） | 410世帯 982人   |
| 2017年（平成29年） | 450世帯 939人   |

## 交通
道路
- 国道50号（岩舟小山バイパス）
- 栃木県道36号岩舟小山線（旧・国道50号）
- 栃木県道160号和泉間々田線

## 小・中学校の学区
市立小・中学校に通う場合、学区は以下の通りとなる。
| 番地 | 小学校             | 中学校             |
| ---- | ------------------ | ------------------ |
| 全域 | 栃木市立静和小学校 | 栃木市立岩舟中学校 |